# Ceratozamia mirandae
Ceratozamia mirandae es una especie de Cycadopsida del género Ceratozamia, de la familia Zamiaceae, del orden Cycadales.

## Distribución
Ceratozamia mirandae se distribuye por México (Chiapas).

## Taxonomía
Fue descrita científicamente por Andrew P. Vovides, Miguel Ángel Pérez-Farrera y Carlos G. Iglesias. La descripción del taxón fue publicada por primera vez en la revista Botanical Journal of the Linnean Society 137(1): 81-85, fig. 1-2. en 2001.